# Cataulacus tenuis
Cataulacus tenuis är en myrart som beskrevs av Carlo Emery 1899. Cataulacus tenuis ingår i släktet Cataulacus och familjen myror. Inga underarter finns listade.

## Bildgalleri

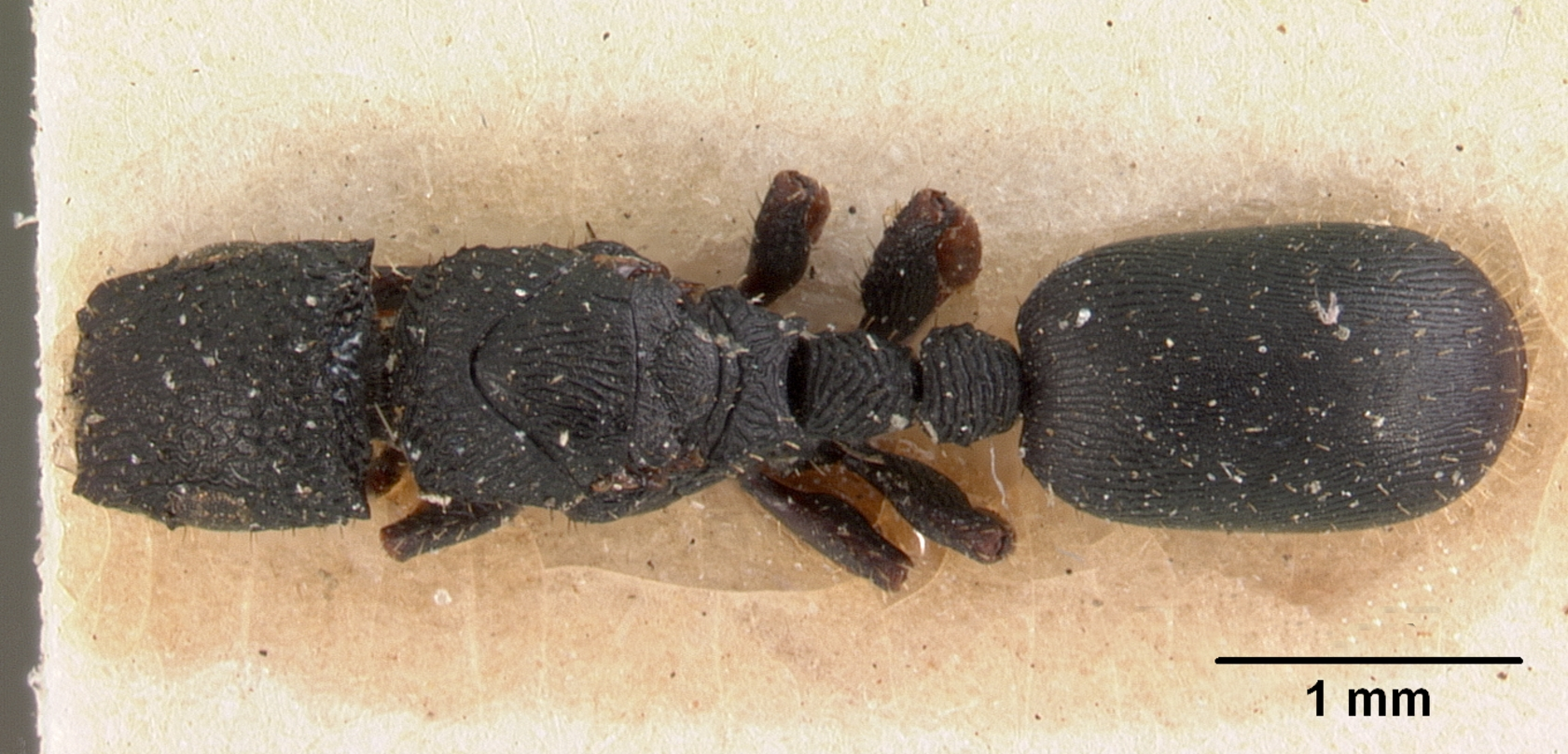
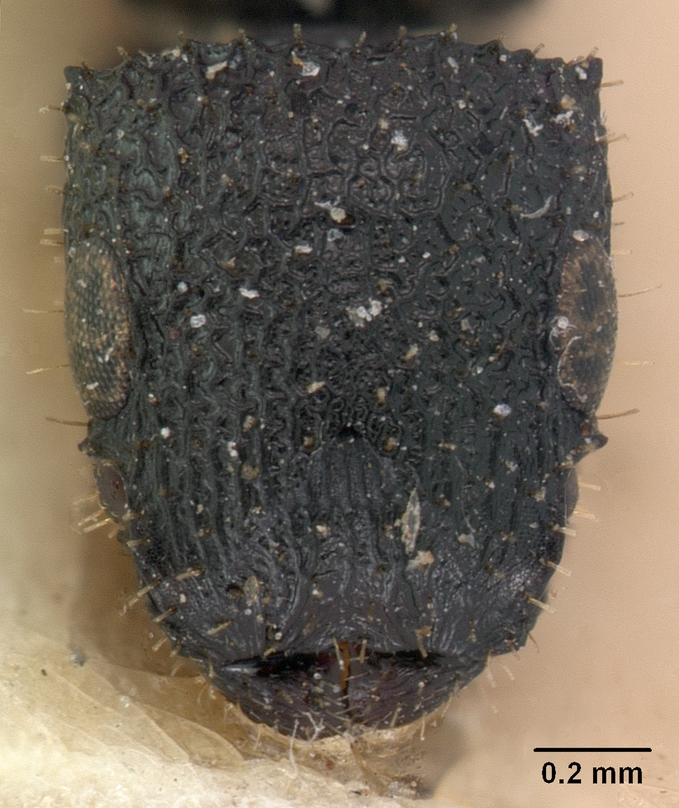
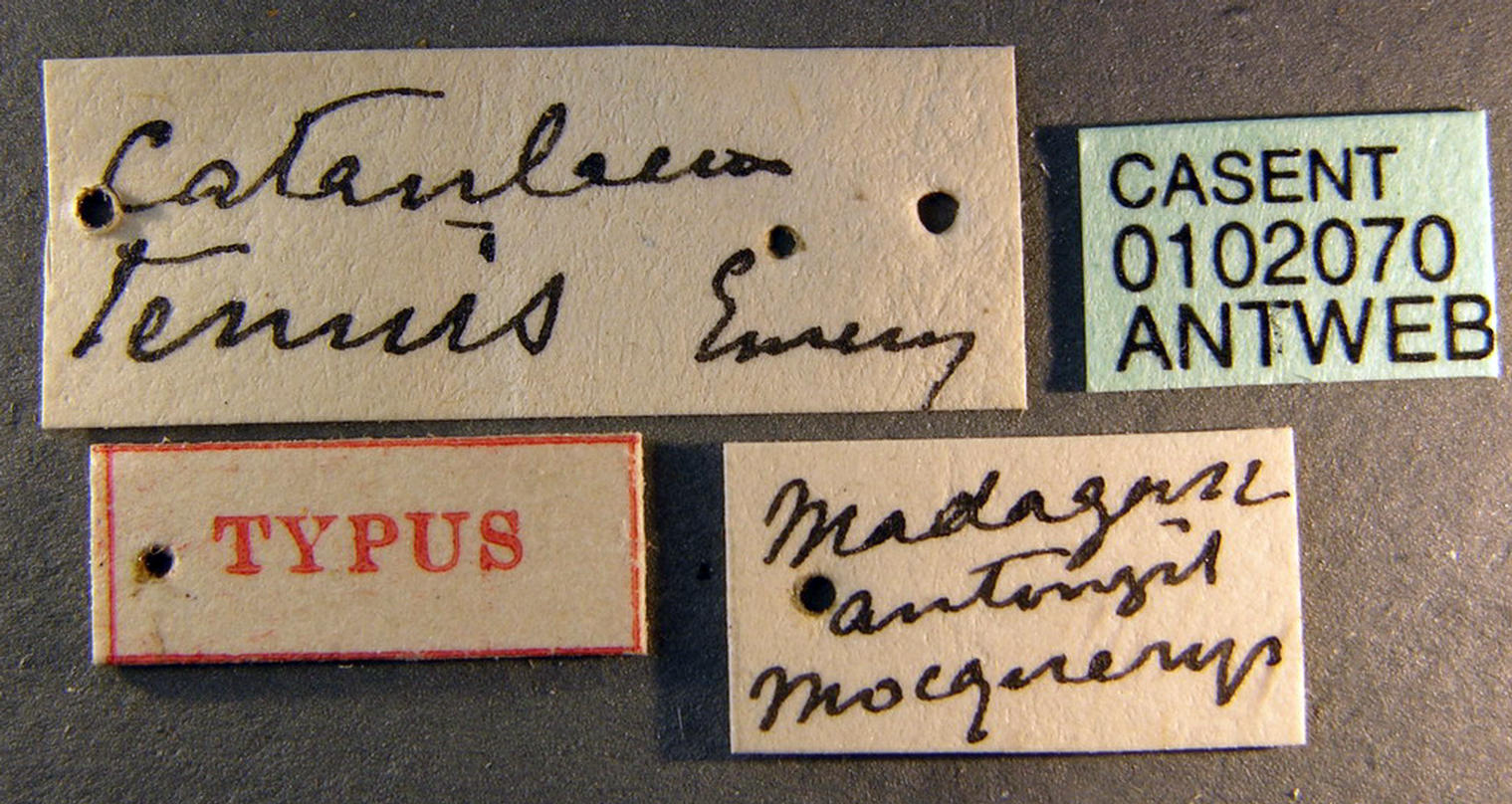
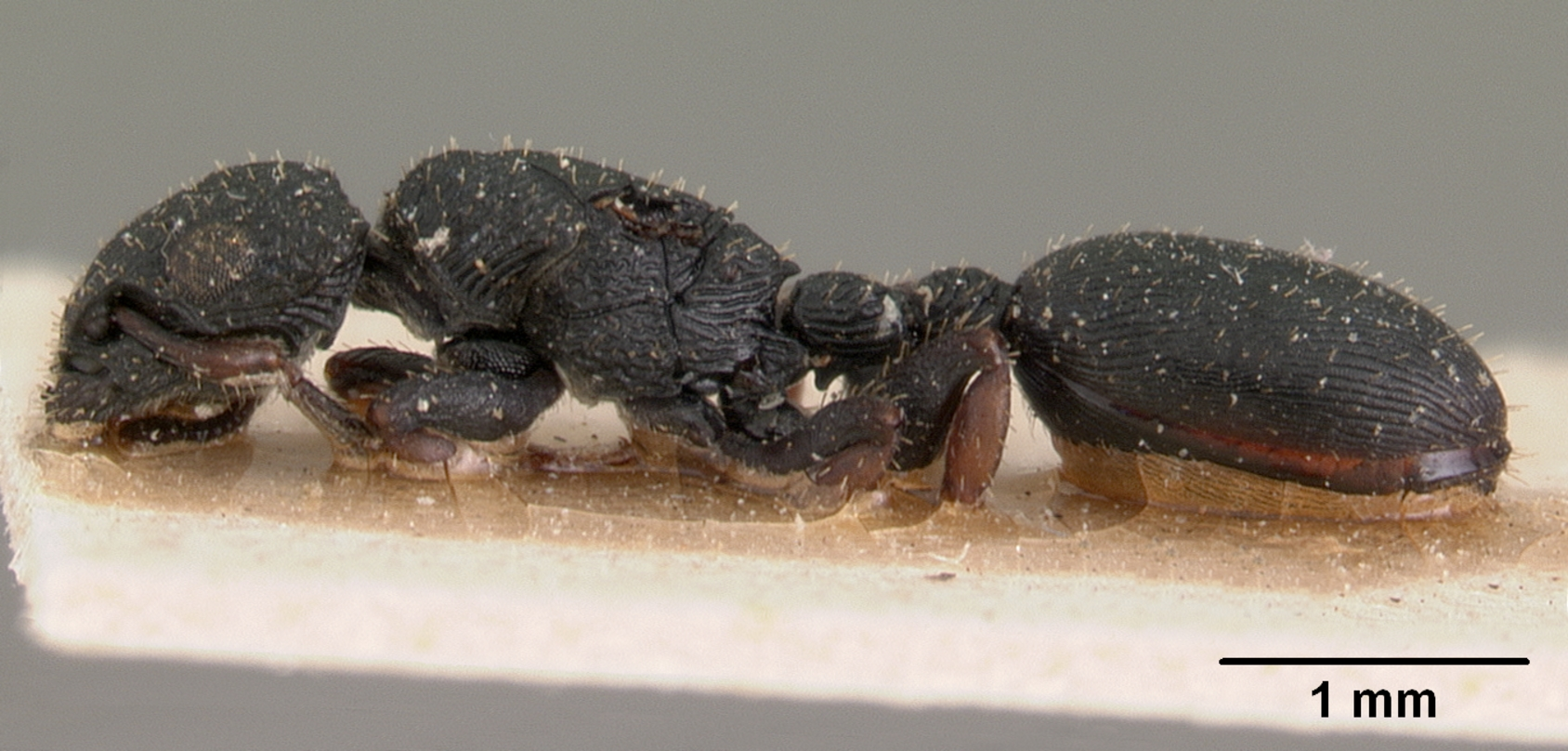